# Вторые леди и джентльмены США
Вторая леди США или Второй джентльмен США — неофициальное именование супруги (или супруга) вице-президента США одновременно со сроком полномочий вице-президента. Статус и обязанности супруга вице-президента не определены, но с конца XX века человек, являющийся «второй леди США» («вторым джентльменом США»), как правило, является публичной фигурой, участвуя в общественной жизни. С 20 января 2025 года второй леди США является практикующий юрист Уша Чилукури Вэнс, жена 50-го вице-президента США Джеймса Дэвида (Джей Ди) Вэнса.
Термин «Вторая леди», возможно, впервые был использован Дженни Таттл Хобарт (чей муж, Гаррет Хобарт, был вице-президентом с 1897 по 1899 год) для обозначения самой себя. Этот титул позже вышел из употребления, но был возрождён в 1980-х годах. В 1990-х годах титул был снова забыт, но позже был использован во время президентства Барака Обамы. Его использование было продолжено администрацией Дональда Трампа, хотя примерно через шесть месяцев после своего назначения, Трамп сказал, что он никогда не слышал этого термина ранее.
20 января 2021 года Камала Харрис стала первой женщиной в должности вице-президента США, и, соответственно, её муж Дуглас (Даг) Эмхофф стал первым, кто получил титул «второй джентльмен США».
Пятнадцать вторых леди впоследствии стали первой леди США, так как их мужья стали президентами. Первой этого достигла Эбигейл Адамс, которая была замужем за Джоном Адамсом, который был первым вице-президентом (1789—1797), а затем — вторым президентом (1797—1801). Последней до Эмхоффа этого достигла Джилл Байден, которая считается теперь уже бывшей 52-й первой леди с 20 января 2025 года, будучи замужем за 46-м президентом и 47-м вице-президентом США Джо Байденом.
Ныне живы семеро вторых леди и джентльменов: Мэрилин Куэйл (жена Дэна Куэйла), Типпер Гор (ныне разведённая жена Альберта «Эла» Гора), Линн Чейни (жена Дика Чейни), Джилл Байден (жена Джо Байдена), Карен Пенс (жена Майка Пенса), Дуглас Эмхофф (муж Камалы Харрис) и действующая Уша Вэнс (жена Джей Ди Вэнса).

## История
Заметность второй леди в публичной сфере стала характерна только с последней четверти XX века. Хотя роль первой леди в качестве хозяйки Белого дома датируется началом республики (и обычно заполняется другим членом семьи президента, если президент не был женат или вдовец), за некоторыми исключениями, только с конца XX века жены вице-президентов, как правило, брали на себя публичные роли, которые привлекали значительное внимание средств массовой информации.
За одним примечательным исключением, Флорид Кэлхун, жена вице-президента Джона К. Кэлхуна, была центральной фигурой в деле о нижних юбках, социально-политическом скандале, который был связан с социальным остракизмом военного министра Джона Итона и его жены Маргарет О’Нил Итон, что ещё больше повредило и без того напряжённые отношения между вице-президентом Кэлхуном и президентом Эндрю Джексоном.
Пэт Никсон, жена вице-президента Ричарда Никсона, была первой второй леди, которая добавила большую содержательность роли жены вице-президента. Когда Никсон вступил в должность в 1953 году, единственной официальной функцией этой роли было председательствовать на ежегодном обеде женщин Сената. Вместо этого Никсон запустила свои собственные инициативы, чувствуя большие возможности, которые предоставляла её роль. Она установила свой график отдельно от графика своего мужа, который часто состоял из сольных занятий. Будучи второй леди, Никсон проехала более 125 000 миль по всему миру на шести континентах, включая двухмесячное путешествие длиной в 42 000 миль через Азию в 1953 году. Когда она совершала миссии доброй воли по всему миру, она настаивала на посещении школ, детских домов, больниц и деревенских рынков, а не посещала чайные или кофейные мероприятия. В этом смысле Никсон, по существу, создала современную роль второй леди; историк Кейт Андерсен Брауэр писала: «она помогла определить эту туманную роль для целого поколения женщин, которые будут её преемниками».
В 1978 году Мюриэль Хамфри, жена вице-президента Хьюберта Хамфри, стала единственной бывшей второй леди, занимавшей государственную должность; после того как её муж, вернувшийся в Сенат США после своего срока вице-президента, умер на этом посту, она была назначена губернатором Миннесоты Руди Перпичом для продолжения срока полномочий своего мужа. Типпер Гор, жена вице-президента Эла Гора, принимала активное участие в нескольких кампаниях по удалению материалов, которые она считала неугодными из популярных американских развлечений, таких как фильмы, телевизионные шоу и музыка, начиная с того времени, когда её муж был сенатором. Она бросала вызов исполнителям из-за их использования непристойных текстов и часто спорила со своими критиками, такими как певец Dead Kennedys Джелло Биафра. Линн Чейни, жена вице-президента Дика Чейни, выступала за реформу образования, ссылаясь на конкретные неудачи американской системы государственного образования во время её пребывания на посту второй леди. Она является особенно откровенным сторонником американского исторического образования, написав пять бестселлеров на эту тему для детей и их семей. Джилл Байден, жена вице-президента Джо Байдена, работала преподавателем английского языка в местном колледже Северной Вирджинии и считается первой второй леди, занимающей оплачиваемую работу, пока её муж занимал пост вице-президента. При этом, Джилл Байден принимала участие в различных общественных мероприятия, в частности, кампаниях по повышению осведомлённости об опасности рака молочной железы и повышению грамотности.
Этот термин остаётся неопределенным даже тогда, когда он используется.
Титул «вторая леди» 17 раз был вакантным; самым продолжительным периодом были 16 лет между Эбигейл Адамс и Анны Герри. В последний раз титул «вторая леди» был не занят в течение 132 дней в 1974 году, между Бетти Форд и Хэппи Рокфеллер.

## Список вторых леди и джентльменов США
| Изображение                                                  | Вторая леди / Второй джентльмен                              | Дата рождения                                                | Вице-президент Дата вступления в брак                        | Период                           |
| ------------------------------------------------------------ | ------------------------------------------------------------ | ------------------------------------------------------------ | ------------------------------------------------------------ | -------------------------------- |
|                                                              | Эбигейл Адамс                                                | 11 ноября 1744                                               | Джон Адамс 25 октября 1764                                   | 21 апреля 1789 — 4 марта 1797    |
| Вакантно; Томас Джефферсон был вдовцом.                      | Вакантно; Томас Джефферсон был вдовцом.                      | Вакантно; Томас Джефферсон был вдовцом.                      | Вакантно; Томас Джефферсон был вдовцом.                      | 4 марта 1797 — 4 марта 1801      |
| Вакантно; Аарон Берр был вдовцом.                            | Вакантно; Аарон Берр был вдовцом.                            | Вакантно; Аарон Берр был вдовцом.                            | Вакантно; Аарон Берр был вдовцом.                            | 4 марта 1801 — 4 марта 1805      |
| Вакантно; Джордж Клинтон был вдовцом.                        | Вакантно; Джордж Клинтон был вдовцом.                        | Вакантно; Джордж Клинтон был вдовцом.                        | Вакантно; Джордж Клинтон был вдовцом.                        | 4 марта 1805 — 20 апреля 1812    |
| Вакантно; вице-президента нет.                               | Вакантно; вице-президента нет.                               | Вакантно; вице-президента нет.                               | Вакантно; вице-президента нет.                               | 20 апреля 1812 — 4 марта 1813    |
|                                                              | Анна Герри                                                   | 12 августа 1763                                              | Элбридж Герри 12 января 1786                                 | 4 марта 1813 — 23 ноября 1814    |
| Вакантно; вице-президента нет.                               | Вакантно; вице-президента нет.                               | Вакантно; вице-президента нет.                               | Вакантно; вице-президента нет.                               | 23 ноября 1814 — 4 марта 1817    |
|                                                              | Ханна Томпкинс                                               | 28 августа 1781                                              | Дэниел Томпкинс 20 февраля 1798                              | 4 марта 1817 — 4 марта 1825      |
|                                                              | Кэлхун Флорид                                                | 15 февраля 1792                                              | Джон К. Кэлхун 8 января 1811                                 | 4 марта 1825 — 28 декабря 1832   |
| Вакантно; вице-президента нет.                               | Вакантно; вице-президента нет.                               | Вакантно; вице-президента нет.                               | Вакантно; вице-президента нет.                               | 28 декабря 1832 — 4 марта 1833   |
| Вакантно; Мартин Ван Бюрен был вдовцом.                      | Вакантно; Мартин Ван Бюрен был вдовцом.                      | Вакантно; Мартин Ван Бюрен был вдовцом.                      | Вакантно; Мартин Ван Бюрен был вдовцом.                      | 4 марта 1833 — 4 марта 1837      |
| Вакантно; Ричард М. Джонсон был вдовцом в гражданском браке. | Вакантно; Ричард М. Джонсон был вдовцом в гражданском браке. | Вакантно; Ричард М. Джонсон был вдовцом в гражданском браке. | Вакантно; Ричард М. Джонсон был вдовцом в гражданском браке. | 4 марта 1837 — 4 марта 1841      |
|                                                              | Летиция Тайлер                                               | 12 ноября 1790                                               | Джон Тайлер 29 марта 1813                                    | 4 марта 1841 — 4 апреля 1841     |
| Вакантно; вице-президента нет.                               | Вакантно; вице-президента нет.                               | Вакантно; вице-президента нет.                               | Вакантно; вице-президента нет.                               | 4 апреля 1841 — 4 марта 1845     |
|                                                              | София Даллас                                                 | 24 июня 1798                                                 | Джордж Даллас 1816                                           | 4 марта 1845 — 4 марта 1849      |
|                                                              | Эбигейл Филлмор                                              | 13 марта 1798                                                | Миллард Филлмор 5 февраля 1826                               | 4 марта 1849 — 9 июля 1850       |
| Вакантно; вице-президента нет.                               | Вакантно; вице-президента нет.                               | Вакантно; вице-президента нет.                               | Вакантно; вице-президента нет.                               | 9 июля 1850 — 4 марта 1853       |
| Вакантно; Уильям Р. Кинг не был женат.                       | Вакантно; Уильям Р. Кинг не был женат.                       | Вакантно; Уильям Р. Кинг не был женат.                       | Вакантно; Уильям Р. Кинг не был женат.                       | 4 марта 1853 — 18 апреля 1853    |
| Вакантно; вице-президента нет.                               | Вакантно; вице-президента нет.                               | Вакантно; вице-президента нет.                               | Вакантно; вице-президента нет.                               | 18 апреля 1853 — 4 марта 1857    |
|                                                              | Мэри Сайрен Брекинридж                                       | 16 августа 1826                                              | Джон К. Брекинридж 12 декабря 1843                           | 4 марта 1857 — 4 марта 1861      |
|                                                              | Эллен Веста Гэмлен                                           | 14 сентября 1835                                             | Ганнибал Гэмлин 1856                                         | 4 марта 1861 — 4 марта 1865      |
|                                                              | Элиза Джонсон                                                | 4 октября 1810                                               | Эндрю Джонсон 17 мая 1827                                    | 4 марта 1865 — 15 апреля 1865    |
| Вакантно; вице-президента нет.                               | Вакантно; вице-президента нет.                               | Вакантно; вице-президента нет.                               | Вакантно; вице-президента нет.                               | 15 апреля 1865 — 4 марта 1869    |
|                                                              | Эллен Мария Колфакс                                          | 26 июля 1836                                                 | Шайлер Колфакс 18 ноября 1868                                | 4 марта 1869 — 4 марта 1873      |
| Вакантно; Генри Уилсон был вдовцом.                          | Вакантно; Генри Уилсон был вдовцом.                          | Вакантно; Генри Уилсон был вдовцом.                          | Вакантно; Генри Уилсон был вдовцом.                          | 4 марта 1873 — 22 ноября 1875    |
| Вакантно; вице-президента нет.                               | Вакантно; вице-президента нет.                               | Вакантно; вице-президента нет.                               | Вакантно; вице-президента нет.                               | 22 ноября 1875 — 4 марта 1877    |
| Вакантно; Уильям Э. Уилер был вдовцом.                       | Вакантно; Уильям Э. Уилер был вдовцом.                       | Вакантно; Уильям Э. Уилер был вдовцом.                       | Вакантно; Уильям Э. Уилер был вдовцом.                       | 4 марта 1877 — 4 марта 1881      |
| Вакантно; Честер А. Артур был вдовцом.                       | Вакантно; Честер А. Артур был вдовцом.                       | Вакантно; Честер А. Артур был вдовцом.                       | Вакантно; Честер А. Артур был вдовцом.                       | 4 марта 1881 — 19 сентября 1881  |
| Вакантно; вице-президента нет.                               | Вакантно; вице-президента нет.                               | Вакантно; вице-президента нет.                               | Вакантно; вице-президента нет.                               | 19 сентября 1881 — 4 марта 1885  |
|                                                              | Элиза Хендрикс                                               | 23 ноября 1823                                               | Томас Э. Хендрикс 26 сентября 1845                           | 4 марта 1885 — 25 ноября 1885    |
| Вакантно; вице-президента нет.                               | Вакантно; вице-президента нет.                               | Вакантно; вице-президента нет.                               | Вакантно; вице-президента нет.                               | 25 ноября 1885 — 4 марта 1889    |
|                                                              | Анна Мортон                                                  | 18 мая 1846                                                  | Леви Мортон 1873                                             | 4 марта 1889 — 4 марта 1893      |
|                                                              | Летиция Стивенсон                                            | 8 января 1843                                                | Эдлай Стивенсон I 22 декабря 1866                            | 4 марта 1893 — 4 марта 1897      |
|                                                              | Дженни Хобарт                                                | 30 апреля 1849                                               | Хобарт Гаррет 21 июля 1869                                   | 4 марта 1897 — 21 ноября 1899    |
| Вакантно; вице-президента нет.                               | Вакантно; вице-президента нет.                               | Вакантно; вице-президента нет.                               | Вакантно; вице-президента нет.                               | 21 ноября 1899 — 4 марта 1901    |
|                                                              | Эдит Рузвельт                                                | 6 августа 1861                                               | Теодор Рузвельт 2 декабря 1886                               | 4 марта 1901 — 14 сентября 1901  |
| Вакантно; вице-президента нет.                               | Вакантно; вице-президента нет.                               | Вакантно; вице-президента нет.                               | Вакантно; вице-президента нет.                               | 14 сентября 1901 — 4 марта 1905  |
|                                                              | Корнелия Фэрбанкс                                            | 14 января 1852                                               | Чарлз Фэрбанкс 1874                                          | 4 марта 1905 — 4 марта 1909      |
|                                                              | Кэрри Шерман                                                 | 16 ноября 1856                                               | Джеймс Шерман 26 января 1881                                 | 4 марта 1909 — 30 октября 1912   |
| Вакантно; вице-президента нет.                               | Вакантно; вице-президента нет.                               | Вакантно; вице-президента нет.                               | Вакантно; вице-президента нет.                               | 30 октября 1912 — 4 марта 1913   |
|                                                              | Лоис Ирен Маршалл                                            | 9 мая 1873                                                   | Томас Р. Маршалл 2 октября 1895                              | 4 марта 1913 — 4 марта 1921      |
|                                                              | Грейс Кулидж                                                 | 3 января 1879                                                | Калвин Кулидж 4 октября 1905                                 | 4 марта 1921 — 2 августа 1923    |
| Вакантно; вице-президента нет.                               | Вакантно; вице-президента нет.                               | Вакантно; вице-президента нет.                               | Вакантно; вице-президента нет.                               | 2 августа 1923 — 4 марта 1925    |
|                                                              | Каро Дауэс                                                   | 6 января 1866                                                | Чарлз Г. Дауэс 1889                                          | 4 марта 1925 — 4 марта 1929      |
| Вакантно; Чарлз Кёртис был вдовцом.                          | Вакантно; Чарлз Кёртис был вдовцом.                          | Вакантно; Чарлз Кёртис был вдовцом.                          | Вакантно; Чарлз Кёртис был вдовцом.                          | 4 марта 1929 — 4 марта 1933      |
|                                                              | Мариетт Гарнер                                               | 17 июля 1869                                                 | Джон Нэнс Гарнер 25 ноября 1895                              | 4 марта 1933 — 20 января 1941    |
|                                                              | Ило Уоллес                                                   | 10 марта 1888                                                | Генри Э. Уоллес 20 мая 1914                                  | 20 января 1941 — 20 января 1945  |
|                                                              | Элизабет Вирджиния «Бесс» Трумэн                             | 13 февраля 1885                                              | Гарри Трумэн 28 июня 1919                                    | 20 января 1945 — 12 апреля 1945  |
| Вакантно; вице-президента нет.                               | Вакантно; вице-президента нет.                               | Вакантно; вице-президента нет.                               | Вакантно; вице-президента нет.                               | 12 апреля 1945 — 20 января 1949  |
| Вакантно; Олбен У. Баркли был вдовцом.                       | Вакантно; Олбен У. Баркли был вдовцом.                       | Вакантно; Олбен У. Баркли был вдовцом.                       | Вакантно; Олбен У. Баркли был вдовцом.                       | 20 января 1949 — 18 ноября 1949  |
|                                                              | Джейн Баркли                                                 | 23 сентября 1911                                             | Олбен У. Баркли 18 ноября 1949                               | 18 ноября 1949 — 20 января 1953  |
|                                                              | Пэт Никсон                                                   | 16 марта 1912                                                | Ричард Никсон 21 июня 1940                                   | 20 января 1953 — 20 января 1961  |
|                                                              | Леди Бёрд Джонсон                                            | 22 декабря 1912                                              | Линдон Джонсон 17 ноября 1934                                | 20 января 1961 — 22 ноября 1963  |
| Вакантно; вице-президента нет.                               | Вакантно; вице-президента нет.                               | Вакантно; вице-президента нет.                               | Вакантно; вице-президента нет.                               | 22 ноября 1963 — 20 января 1965  |
|                                                              | Мюриэль Хамфри                                               | 20 февраля 1912                                              | Хьюберт Хамфри 3 сентября 1936                               | 20 января 1965 — 20 января 1969  |
|                                                              | Джуди Агню                                                   | 23 апреля 1921                                               | Спиро Агню 27 мая 1942                                       | 20 января 1969 — 10 октября 1973 |
| Вакантно; вице-президента нет.                               | Вакантно; вице-президента нет.                               | Вакантно; вице-президента нет.                               | Вакантно; вице-президента нет.                               | 10 октября 1973 — 6 декабря 1973 |
|                                                              | Бетти Форд                                                   | 8 апреля 1918                                                | Джеральд Форд 15 октября 1948                                | 6 декабря 1973 — 9 августа 1974  |
| Вакантно; вице-президента нет.                               | Вакантно; вице-президента нет.                               | Вакантно; вице-президента нет.                               | Вакантно; вице-президента нет.                               | 9 августа 1974 — 19 декабря 1974 |
|                                                              | Хэппи Рокфеллер                                              | 9 июня 1926                                                  | Нельсон Рокфеллер 4 мая 1963                                 | 19 декабря 1974 — 20 января 1977 |
|                                                              | Джоан Мондейл                                                | 8 августа 1930                                               | Уолтер Мондейл 27 декабря 1955                               | 20 января 1977 — 20 января 1981  |
|                                                              | Барбара Буш                                                  | 8 июня 1925                                                  | Джордж Г. У. Буш 6 января 1945                               | 20 января 1981 — 20 января 1989  |
|                                                              | Мэрилин Куэйл                                                | 29 июля 1949                                                 | Дэн Куэйл 18 ноября 1972                                     | 20 января 1989 — 20 января 1993  |
|                                                              | Типпер Гор                                                   | 19 августа 1948                                              | Эл Гор 19 мая 1970                                           | 20 января 1993 — 20 января 2001  |
|                                                              | Линн Чейни                                                   | 14 августа 1941                                              | Дик Чейни 29 августа 1964                                    | 20 января 2001 — 20 января 2009  |
|                                                              | Джилл Байден                                                 | 3 июня 1951                                                  | Джо Байден 17 июня 1977                                      | 20 января 2009 — 20 января 2017  |
|                                                              | Карен Пенс                                                   | 1 января 1957                                                | Майк Пенс 8 июня 1985                                        | 20 января 2017 — 20 января 2021  |
|                                                              | Дуглас Крейг Эмхофф                                          | 13 октября 1964                                              | Камала Харрис 22 августа 2014                                | 20 января 2021 — 20 января 2025  |
|                                                              | Уша Вэнс                                                     | 6 января 1986                                                | Джей Ди Вэнс 2014                                            | с 20 января 2025                 |

## Другие супруги вице-президентов
Различные другие супруги вице-президентов США не считаются вторыми леди США, поскольку их браки не были заключены во время вице-президентских сроков их мужей.
Девять вице-президентов США овдовели ещё до того, как стали вице-президентами:
- Томас Джефферсон был женат на Марте Уэйлс с 1772 года до её смерти в 1782 году.
- Аарон Берр был женат на Теодосии Бартоу Превост с 1782 года до её смерти в 1794 году.
- Джордж Клинтон был женат на Саре Тэппен с 1770 года до её смерти в 1800 году.
- Мартин Ван Бюрен был женат на Ханне Хоуз с 1807 года до её смерти в 1819 году.
- Ричард Ментор Джонсон был женат на Джулии Чинн до её смерти в 1830 году.
- Генри Уилсон был женат на Гарриет Хоу с 1840 года до её смерти в 1870 году.
- Уильям Э. Уилер был женат на Мэри Кинг с 1845 года до её смерти в 1876 году.
- Честер А. Артур был женат на Эллен Льюис Херндон с 1859 года до её смерти в 1880 году.
- Чарлз Кёртис был женат на Энни Бэрд с 1884 года до её смерти в 1924 году. Сводная сестра Кертиса Долли Ганн выступала в качестве официальной хозяйки светских мероприятий во время его вице-президентства.

Один вице-президент США был разведён и снова женился до своего вице-президентства:
- Нельсон Рокфеллер был женат на Мэри Тодхантер Кларк с 1930 по 1962 год. Впоследствии он был женат на Хэппи Фитлер с 1963 года до своей смерти в 1979 году.

Три вице-президента США вновь вступили в брак после того, как стали вице-президентами:
- Аарон Берр был женат на Элизабет Боуэн Джумел с 1833 года до своей смерти в 1836 году.
- Джон Тайлер был женат на Джулии Гардинер с 1844 года до своей смерти в 1862 году.
- Миллард Филлмор был женат на Каролине Кармайкл Макинтош с 1858 года до своей смерти в 1874 году.

Четыре вице-президента США овдовели и вступили в повторный брак до того, как стали вице-президентами:
- Ганнибал Гэмлин был женат на Саре Эмери с 1833 года до её смерти в 1855 году. Впоследствии он был женат на Эллен Эмери с 1856 года до своей смерти в 1891 году.
- Шайлер Колфакс был женат за Эвелин Кларк с 1844 года до её смерти в 1863 году. Впоследствии он был женат на Эллен Уэйд с 1868 года до своей смерти в 1885 году.
- Леви Мортон был женат на Люси Янг Кимболл с 1856 года до её смерти в 1871 году. Впоследствии он был женат на Анне Ливингстон Рид-Стрит с 1873 года до её смерти в 1918 году.
- Джо Байден был женат на Нейлии Хантер с 1966 года до её смерти в 1972 году. Впоследствии он был женат на Джилл Джейкобс с 1977 года.

Один вице-президент США овдовел ещё до своего вице-президентства и снова женился во время своего вице-президентства:
- Олбен У. Баркли был женат на Дороти Брауэр с 1903 года до её смерти в 1947 году. Впоследствии он был женат на Джейн Ракер Хэдли с 1949 года до своей смерти в 1956 году.

## Ныне живущие вторые леди и джентльмены
По состоянию на 2024 год живы семеро вторых леди и джентльменов.
- Мэрилин Куэйл
2-я леди: 1989—1993
родилась 1949 (75 лет)
жена Дэна Куэйла
- Типпер Гор[англ.]
2-я леди: 1993—2001
родилась 1948 (76 лет)
бывшая жена Эла Гора
- Линн Чейни
2-я леди: 2001—2009
родилась 1941 (83 года)
жена Дика Чейни
- Джилл Байден
2-я леди: 2009—2017
родилась 1951 (74 года)
жена Джо Байдена
- Карен Пенс
2-я леди: 2017—2021
родилась 1957 (68 лет)
жена Майка Пенса
- Даг Эмхофф
2-й джентльмен: 2021—2025
родился 1964 (60 лет)
муж Камалы Харрис
- Уша Вэнс
2-я леди: с 2025
родилась 1986 (39 лет)
жена Джей Ди Вэнса

Последняя умершая вторая леди — Барбара Буш (17 апреля 2018 года).